# Harmogenanina argentea
Espèce
Statut de conservation UICN

 VU B1+2ab : Vulnérable
Harmogenanina argentea est une espèce de mollusque gastéropode terrestre de la famille des hélicarionidés. Elle constitue un représentant de la faune endémique de La Réunion, La Réunion étant une île française de l'océan Indien.